# Liste der Gemeinden im Landkreis Neuburg-Schrobenhausen

Karte des Landkreises Neuburg-Schrobenhausen

Die Liste der Gemeinden im Landkreis Neuburg-Schrobenhausen gibt einen Überblick über die 18 kleinsten Verwaltungseinheiten des Landkreises Neuburg-Schrobenhausen. Zwei der Gemeinden sind Städte, die Kreisstadt Neuburg a.d.Donau ist eine Mittelstadt, Schrobenhausen eine Kleinstadt. Weitere zwei Gemeinden sind Märkte.
In seiner heutigen Form entstand der Landkreis Neuburg-Schrobenhausen im Zuge der im Jahr 1972 durchgeführten bayerischen Gebietsreform. Der Landkreis wurde aus den Hauptteilen der Landkreise Neuburg a.d.Donau und Schrobenhausen, zwei Gemeinden des Landkreises Donauwörth und der kreisfreien Stadt Neuburg a.d.Donau gebildet. Die heutige Gemeindegliederung war im Jahr 1979 abgeschlossen. Bei den Gemeinden ist vermerkt, zu welchem Landkreis der Hauptort der Gemeinde vor der Gebietsreform gehörte. Bei den Teilorten der Gemeinden ist das Jahr vermerkt, in dem diese der Gemeinde beitraten. Bei den Teilorten, die vor der Gebietsreform zu einem anderen Landkreis gehörten als der Hauptort der heutigen Gemeinde, ist auch dieses vermerkt.

## Beschreibung
Weiter gegliedert werden kann der Landkreis in zwei Verwaltungsgemeinschaften (VG):
- VG Neuburg a.d.Donau: mit den Gemeinden Bergheim und Rohrenfels;
- VG Schrobenhausen: mit den Gemeinden Berg im Gau, Brunnen, Gachenbach, Langenmosen und Waidhofen;

Die Städte Neuburg a.d.Donau und Schrobenhausen, sowie die Märkte Burgheim und Rennertshofen sind wie die Gemeinden Aresing, Ehekirchen, Karlshuld, Karlskron, Königsmoos, Oberhausen und Weichering nicht Mitglied einer Verwaltungsgemeinschaft.
Der Landkreis hat eine Gesamtfläche von 739,75 km2. Die größte Fläche innerhalb des Landkreises hat der Markt Rennertshofen mit 93,07 km2. Es folgen die Städte Neuburg a.d.Donau mit 81,32 km2 und Schrobenhausen mit 75,31 km2. Eine Gemeinde hat eine Fläche die größer ist als 60 km2, zwei Gemeinden sind über 40 km2 groß, vier über 30 km2, sieben über 20 km2 groß und die kleinste Gemeinde ist über 10 km2 groß. Die flächenmäßig kleinsten Gemeinden sind Langenmosen mit 23,89 km2, Berg im Gau mit 22,61 km2 und Rohrenfels mit 17,52 km2.
Den größten Anteil an der Bevölkerung des Landkreises von 101.109 Einwohnern hat die Große Kreisstadt Neuburg a.d.Donau mit 30.881 Einwohnern, gefolgt von der Stadt Schrobenhausen mit 18.199 Einwohnern und der Gemeinde Karlshuld mit 6104 Einwohnern. Die beiden Märkte und zwei Gemeinden haben über 4.000 Einwohner, eine Gemeinde hat über 3.000 Einwohner und fünf Gemeinden haben über 2.000 Einwohner. Die restlichen fünf Gemeinden haben über 1.000 Einwohner. Die drei von der Einwohnerzahl her kleinsten Gemeinden sind Rohrenfels mit 1651 Einwohnern, Langenmosen mit 1664 und Berg im Gau mit 1401 Einwohnern.
Der gesamte Landkreis Neuburg-Schrobenhausen hat eine Bevölkerungsdichte von 137 Einwohnern pro km2. Die größte Bevölkerungsdichte innerhalb des Kreises haben die Städte Neuburg a.d.Donau mit 380 Einwohnern pro km2 und Schrobenhausen mit 242, gefolgt von der Gemeinde Karlshuld mit 210. Alle anderen Gemeinden haben eine geringere Bevölkerungsdichte als der Landkreisdurchschnitt von 137. Zwei dieser Gemeinden haben eine Bevölkerungsdichte zwischen 100 und dem Landkreisdurchschnitt und in den restlichen dreizehn Gemeinden liegt die Bevölkerungsdichte unter 100. Die am dünnsten besiedelten Gemeinden sind Berg im Gau mit 62, die flächenmäßig größte Gemeinde, der Markt Rennertshofen mit 53 und Brunnen mit 56 Einwohnern pro km2.

## Legende
- Gemeinde: Name der Gemeinde beziehungsweise Stadt und Angabe, zu welchem Landkreis der namensgebende Ort der Gemeinde vor der Gebietsreform gehörte
- Teilorte: Aufgezählt werden die ehemals selbständigen Gemeinden der Verwaltungseinheit. Dazu ist das Jahr der Eingemeindung angegeben. Bei den Teilorten, die vor der Gebietsreform zu einem anderen Landkreis gehörten als der Hauptort der heutigen Gemeinde, ist auch dieses vermerkt
- VG: Zeigt die Zugehörigkeit zu einer der Verwaltungsgemeinschaften
- Wappen: Wappen der Gemeinde beziehungsweise Stadt
- Karte: Zeigt die Lage der Gemeinde beziehungsweise Stadt im Landkreis
- Fläche: Fläche der Stadt beziehungsweise Gemeinde, angegeben in Quadratkilometer
- Einwohner: Zahl der Menschen die in der Gemeinde beziehungsweise Stadt leben (Stand: 31. Dezember 2023[1])
- EW-Dichte: Angegeben ist die Einwohnerdichte, gerechnet auf die Fläche der Verwaltungseinheit, angegeben in Einwohner pro km2 (Stand: 31. Dezember 2023[2])
- Höhe: Höhe der namensgebenden Ortschaft beziehungsweise Stadt in Meter über Normalnull[3]
- Bild: Bild aus der jeweiligen Gemeinde beziehungsweise Stadt

## Gemeinden
| Gemeinde                                                                                 | Teilorte | VG                   | Wappen                                        | Karte                                                                | Fläche | Einwohner | EW- Dichte | Höhe | Bild |
| ---------------------------------------------------------------------------------------- | --- | -------------------- | --------------------------------------------- | -------------------------------------------------------------------- | ------ | --------- | ---------- | ---- | --- |
| Landkreis Neuburg-Schrobenhausen                                                         | |                      | Wappen des Landkreises Neuburg-Schrobenhausen | Lage des Landkreises Neuburg-Schrobenhausen in Bayern                | 739,75 | 101,109   | 137        |      | Der Donaumoospegel verdeutlicht die Absackung des Moorbodens seit der Trockenlegung                                                               |
| Aresing (gehörte vor der Gebietsreform zum Landkreis Schrobenhausen)                     | Aresing Lauterbach (1972) Rettenbach (1972) Weilenbach (1972) |                      | Wappen der Gemeinde Aresing                   | Lage der Gemeinde Aresing im Landkreis Neuburg-Schrobenhausen        | 29,89  | 3.054     | 102        | 426  | Kirche St. Martin in Aresing |
| Berg im Gau (gehörte vor der Gebietsreform zum Landkreis Schrobenhausen)                 | Berg im Gau | VG Schrobenhausen    | Wappen der Gemeinde Berg im Gau               | Lage der Gemeinde Berg im Gau im Landkreis Neuburg-Schrobenhausen    | 22,61  | 1.401     | 62         | 416  | |
| Bergheim (gehörte vor der Gebietsreform zum Landkreis Neuburg a.d.Donau)                 | Bergheim Attenfeld (1978) Unterstall (1978) | VG Neuburg a.d.Donau | Wappen der Gemeinde Bergheim                  | Lage der Gemeinde Bergheim im Landkreis Neuburg-Schrobenhausen       | 28,95  | 1.984     | 69         | 388  | Kirche St. Mauritius Bergheim |
| Brunnen (gehörte vor der Gebietsreform zum Landkreis Schrobenhausen)                     | Brunnen Hohenried (1978) | VG Schrobenhausen    | Wappen der Gemeinde Brunnen                   | Lage der Gemeinde Brunnen im Landkreis Neuburg-Schrobenhausen        | 32,12  | 1.790     | 56         | 392  | |
| Burgheim (Markt) (gehörte vor der Gebietsreform zum Landkreis Neuburg a.d.Donau)         | Burgheim Dezenacker Illdorf Kunding Leidling Moos Ortlfing Straß Wengen |                      | Wappen des Marktes Burgheim                   | Lage des Marktes Burgheim im Landkreis Neuburg-Schrobenhausen        | 49,73  | 4.656     | 94         | 406  | Ortsteil Illdorf mit dem Leitenberg und der Marienkapelle                                                                                         |
| Ehekirchen (gehörte vor der Gebietsreform zum Landkreis Neuburg a.d.Donau)               | Ehekirchen Ambach (1978) Bonsal (1975) Buch (1973) Dinkelshausen (1978) Fernmittenhausen (1978) Haselbach (1976) Hollenbach (1978) Schönesberg (1972) Seiboldsdorf (1978) Walda (1978) Weidorf (1978)                                                                          |                      | Wappen der Gemeinde Ehekirchen                | Lage der Gemeinde Ehekirchen im Landkreis Neuburg-Schrobenhausen     | 62,79  | 3.878     | 62         | 416  | Blick auf den Ortskern von Ehekirchen mit der Pfarrkirche St. Stephan                                                                             |
| Gachenbach (gehörte vor der Gebietsreform zum Landkreis Schrobenhausen)                  | Gachenbach Peutenhausen (1978) Sattelberg Weilach (1978) | VG Schrobenhausen    | Wappen der Gemeinde Gachenbach                | Lage der Gemeinde Gachenbach im Landkreis Neuburg-Schrobenhausen     | 30,24  | 2.592     | 86         | 452  | |
| Karlshuld (gehörte vor der Gebietsreform zum Landkreis Neuburg a.d.Donau)                | Karlshuld Grasheim (1978) |                      | Wappen der Gemeinde Karlshuld                 | Lage der Gemeinde Karlshuld im Landkreis Neuburg-Schrobenhausen      | 29,09  | 6.104     | 210        | 377  | Unterrichtungstafel an der A 9 für das Freilichtmuseum Haus im Moos („Stiftung Donaumoos Freilichtmuseum und Umweltbildungsstätte“) bei Karlshuld |
| Karlskron (gehörte vor der Gebietsreform zum Landkreis Neuburg a.d.Donau)                | Karlskron Adelshausen (gehörte vor der Gebietsreform zum Landkreis Schrobenhausen) Pobenhausen (gehörte vor der Gebietsreform zum Landkreis Schrobenhausen) |                      | Wappen der Gemeinde Karlskron                 | Lage der Gemeinde Karlskron im Landkreis Neuburg-Schrobenhausen      | 38,45  | 5.175     | 135        | 372  | Ortsteil Pobenhausen: Kirche St. Quirinus |
| Königsmoos (gehörte vor der Gebietsreform zum Landkreis Neuburg a.d.Donau)               | Klingsmoos Ludwigsmoos Untermaxfeld (Zusammenschluss 1975) |                      | Wappen der Gemeinde Königsmoos                | Lage der Gemeinde Königsmoos im Landkreis Neuburg-Schrobenhausen     | 40,97  | 5.054     | 123        | 385  | |
| Langenmosen (gehörte vor der Gebietsreform zum Landkreis Schrobenhausen)                 | Langenmosen Malzhausen (1972) | VG Schrobenhausen    | Wappen der Gemeinde Langenmosen               | Lage der Gemeinde Langenmosen im Landkreis Neuburg-Schrobenhausen    | 23,89  | 1.664     | 70         | 404  | |
| Neuburg a.d.Donau (Große Kreisstadt) (war vor der Gebietsreform kreisfreie Stadt)        | Neuburg a.d.Donau alle Gemeinden, die nach Neuburg a.d.Donau eingemeindet wurden, gehörten vor der Gebietsreform zum Landkreis Neuburg a.d.Donau Bergen (1976) Bittenbrunn (1978) Bruck (1976) Feldkirchen (1978) Heinrichsheim (1972) Joshofen (1976) Ried (1976) Zell (1976) |                      | Wappen der Stadt Neuburg a.d.Donau            | Lage der Stadt Neuburg a.d.Donau im Landkreis Neuburg-Schrobenhausen | 81,32  | 30,881    | 380        | 403  | Schloss Neuburg · Kupferstich von Neuburg an der Donau in der „Topographia Germaniae des Matthaeus Merian“ um 1644                                |
| Oberhausen (gehörte vor der Gebietsreform zum Landkreis Neuburg a.d.Donau)               | Oberhausen Sinning (1972) Unterhausen (1972) |                      | Wappen der Gemeinde Oberhausen                | Lage der Gemeinde Oberhausen im Landkreis Neuburg-Schrobenhausen     | 31,94  | 3.309     | 104        | 434  | |
| Rennertshofen (Markt) (gehörte vor der Gebietsreform zum Landkreis Neuburg an der Donau) | Rennertshofen Ammerfeld (gehörte vor der Gebietsreform zum Landkreis Donauwörth) Bertoldsheim (1978) Emskeim (gehörte vor der Gebietsreform zum Landkreis Donauwörth) Erlbach Hatzenhofen Hütting Mauern Riedensheim (1975) Rohrbach Stepperg Trugenhofen                      |                      | Wappen des Marktes Rennertshofen              | Lage des Marktes Rennertshofen im Landkreis Neuburg-Schrobenhausen   | 93,07  | 4.945     | 53         | 394  | Rennertshofen:Marktstraße mit Rathaus · Burg Hütting; Ansicht von Nordwesten                                                                      |
| Rohrenfels (gehörte vor der Gebietsreform zum Landkreis Neuburg a.d.Donau)               | Rohrenfels Ballersdorf (1978) Wagenhofen (1978) | VG Neuburg a.d.Donau | Wappen der Gemeinde Rohrenfels                | Lage der Gemeinde Rohrenfels im Landkreis Neuburg-Schrobenhausen     | 17,52  | 1.651     | 94         | 393  | |
| Schrobenhausen (Stadt) (gehörte vor der Gebietsreform zum Landkreis Schrobenhausen)      | Schrobenhausen Edelshausen (1978) Hörzhausen (1971) Mühlried (1978) Sandizell (1972) Steingriff (1971) |                      | Wappen der Stadt Schrobenhausen               | Lage der Stadt Schrobenhausen im Landkreis Neuburg-Schrobenhausen    | 75,31  | 18,199    | 242        | 411  | Schrobenhausen: Turm der Kirche St. Jakob · Geburtshaus von Franz von Lenbach                                                                     |
| Waidhofen (gehörte vor der Gebietsreform zum Landkreis Schrobenhausen)                   | Waidhofen Diepoltshofen (1971) Wangen (1971) | VG Schrobenhausen    | Wappen der Gemeinde Waidhofen                 | Lage der Gemeinde Waidhofen im Landkreis Neuburg-Schrobenhausen      | 27,32  | 2.282     | 84         | 405  | Kirche Mariä Reinigung und Sankt Wendelin in Waidhofen                                                                                            |
| Weichering (gehörte vor der Gebietsreform zum Landkreis Neuburg a.d.Donau)               | Weichering Lichtenau (1978) |                      | Wappen der Gemeinde Weichering                | Lage der Gemeinde Weichering im Landkreis Neuburg-Schrobenhausen     | 24,6   | 2.490     | 101        | 373  | Antoniuskapelle in Weichering |